# 白老駐屯地
白老駐屯地（しらおいちゅうとんち、JGSDF Camp Shiraoi）は、北海道白老郡白老町782-1に所在し白老弾薬支処等が駐屯する陸上自衛隊の駐屯地である。

## 概要
駐屯地司令は、白老弾薬支処長が兼務。
白老弾薬支処は、道央・道南地区所在部隊に対する弾薬支援を実施しているほか、白老弾薬支処独自の任務として各種射撃試験等における恒温槽支援（試験時の弾薬温度管理）のほか、弾薬の安定度試験（経年劣化等の確認）を実施している。

## 沿革
- 1956年（昭和31年）：白老町の誘致に基づき工事を開始。
- 1958年（昭和33年）
  - 2月26日：幌別駐屯地白老分屯地が開設。白老弾薬支処が編成完結。
  - 時期不明：東千歳弾薬支処から弾薬の移積が開始。

陸上自衛隊白老駐屯地
- 1959年（昭和34年）4月1日：白老駐とん地として新設[2]。
- 1969年（昭和44年）：東千歳弾薬支処の縮小に伴う大規模な弾薬移積演習の実施。
- 1983年（昭和58年）：クレーンやフォークリフト等の荷役器材が使用可能な新型の地中式火薬庫の第1号が完成。
- 1998年（平成10年）3月26日：中央補給処の整理統合に伴い、陸上自衛隊北海道補給処白老弾薬支処に改称。
- 2006年（平成18年）：警衛所を建て替え。
- 2023年（令和05年）9月18日：次年度より弾薬庫整備のための調査を実施することが報道された[3]。

## 駐屯部隊

### 北部方面隊隷下部隊
- 北海道補給処
  - 白老弾薬支処

- 北部方面システム通信群
  - 第101基地システム通信大隊
    - 第313基地通信中隊
      - 白老派遣隊

### 防衛大臣直轄部隊
- 警務隊
  - 北部方面警務隊
    - 第122地区警務隊
      - 白老連絡班

- 北部情報保全隊
  - 北千歳派遣隊
    - 白老連絡管

## 最寄の幹線交通
- 高速道路：道央自動車道 白老IC
- 一般道：国道36号、北海道道86号白老大滝線
- 鉄道：JR北海道室蘭本線 白老駅
- 港湾：室蘭港、苫小牧港（特定重要港湾）、白老港、内浦港（地方港湾）
- 飛行場：